# Calvão (Chaves)
Calvão is een plaats (freguesia) in de Portugese gemeente Chaves en telt 450 inwoners (2001).